# Clan de Zemun
El Clan de Zemun (en serbio: Земунски клан, en serbocroata: Zemunski klan) es uno de los clanes de Belgrado de la Mafia serbia. El nombre de la banda se debe a que la organización tiene su base en Zemun, un municipio de Belgrado. El auge del clan se produjo desde 2000 hasta 2003, cuando eran una de las organizaciones más poderosas en el Sureste de Europa.

## Historia
En 1992 la banda de los «Peca» fue arrestada. Uno de los miembros era Dušan Spasojević, que más tarde se convertiría en el jefe del clan Zemun. El clan creció en importancia después de la caída de Slobodan Milošević con la llegada de muchos paramilitares boinas rojas, incluyendo Milorad Ulemek. Estas eran personas que tenían entrenamiento militar, experiencia en la guerra y conexiones con los elementos del UDBA, el servicio secreto del estado serbio.
En septiembre de 2001 se encontró 700 kilos de heroína en una cámara acorazada alquilada por la Agencia de Información de Seguridad serbia (BIA) en el centro de Belgrado. La custodia ilegal nunca fue explicada ni sacada a colación. En 2001, el clan Zemun organizó "cursos de formación especiales" con la BIA, prestándoles, a cambio, información sobre insurgentes albaneses de Kosovo.
Durante el período que se inició con las Guerras yugoslavas y terminó con el asesinato del primer ministro Zoran Djindjić en marzo de 2003 las conexiones entre la Mafia serbia y el gobierno eran evidentes y la corrupción fue rampante en la mayoría de los poderes del Estado, de las patrullas fronterizas a las agencias de protección de la ley. El 12 de marzo de 2003, Djindjić fue asesinado por el exmiembro de la Unidad de Operaciones Especiales Zvezdan Jovanović. Entonces, el gobierno puso en marcha una gran operación contra la criminalidad durante la Operación Sablja («Operación Sable»), que se cobró más de 10 000 detenciones. Los ingresos de los centros comerciales de Nueva Belgrado, lugares frecuentados por mafiosos, se desplomó más de un 20% después de la operación. Milan Sarajlić, el Fiscal de Estado Adjunto de Serbia, fue detenido y confesó estar en la nómina del clan de Zemun. Los boinas rojas se disolvieron el 23 de marzo de 2003.
En 2006 se reveló que Dušan Spasojević, el líder de la banda del clan de Zemun, era una fuente de información para el líder radical serbio Vojislav Šešelj, a quien había dado información sobre asesinatos de alto perfil realizados en Serbia, descrito en dos libros escritos por Šešelj (mencionaba a Spasojević bajo el seudónimo de «Laufer»).
En noviembre de 2009, la Policía argentina detuvo a cinco narcotraficantes serbios y se apoderaron de sus 492 kilos de cocaína en Buenos Aires. El 31 de octubre de 2009, la policía serbia arrestó a más de 500 personas en la operación antidroga más grande jamás llevada a cabo en Serbia. Las ruta de las drogas era de Uruguay y Argentina a Sudáfrica hacia el norte de Italia, Turquía y Montenegro.
Expertos del crimen organizado serbio estiman que 10 000 soldados de a pie forman parte de los cinco principales grupos del crimen organizado que operan en el país. Un paquete de mensajería de cinco kilos de cocaína fue interceptado desde Paraguay y cuatro belgradenses fueron arrestados. Todo ello formó parte de la Operación Guerrero de los Balcanes; un caso de narcotráfico internacional que involucró principalmente al Clan de Zemun. El líder de la banda de narcotraficantes es Željko Vujanović.

## Miembros
La siguiente lista incluye algunos de los miembros más importantes del clan:
| Nombre Alias                                    | Nacimiento/ muerte | Título   | Notas |          |
| Mafiosos                                        | Mafiosos           | Mafiosos | Mafiosos | Mafiosos |
| ----------------------------------------------- | ------------------ | -------- | --- | -------- |
| Dušan Spasojević <Šiptar>", Duća"               | 1968-2003          | Líder    | Líder del clan de Zemun. Spasojević falleció tras una redada policial el 27 de marzo de 2003 tras el asesinato del primer ministro serbio Zoran Đinđić. |          |
| Mile Luković "Kum"                              | 1969 - 2003        | Líder    | Uno de los líderes del clan de Zemun y conspiradores del asesinato de Zoran Đinđić. Falleció junto a Dušan Spasojević a manos de la policía serbia el 27 de marzo de 2003. |          |
| Milorad Ulemek "Legija, Milorad Luković, Meker" | 1965 -             | Jefe     | Miembro de los Tigres de Arkan durante las guerras yugoslavas, fue transferido a los Boinas Rojas por Slobodan Milošević. Cumple una condena de 40 años en prisión por su participación en el asesinato de Đinđić. Condenado también a más de 80 años por el asesinato de Ivan Stambolić y el intento de asesinato de Vuk Drašković. |          |
| Zvezdan Jovanović "Zveki, Zmija (Serpiente)"    | 1965 -             | Sicario  | Antiguo miembro de la Guardia Voluntaria Serbia liderada por Željko Ražnatović «Arkan», posteriormente miembro de los Boinas Rojas bajo el mando de Milorad Ulemek. Fue el asesino de Zoran Đinđić. Actualmente cumple una condena de 40 años. |          |
| Vladimir Milisavljević "Budala (Tonto)"         |                    |          | Descrito como uno de los miembros más importantes del clan. Debe su alias, irónicamente, por ser el único miembro del clan con titulación universitaria. Fue capaz de evitar ser arrestado en las horas posteriores al asesinato de Đinđić. Condenado en ausencia a 35 años de prisión por su participación en el asesinato. Detenido el 9 de febrero de 2012 en Valencia, España. Actualmente espera su extradición a las autoridades serbias. |          |
| Sretko Kalinić "Zver (Bestia), Beli (Blanco)"   | 1974 -             | Sicario  | El sicario por excelencia del clan y conocido por su extrema crueldad. Fue capaz de evitar ser arrestado en las horas posteriores al asesinato de Đinđić. Es acusado de numerosos asesinatos de miembros de clanes rivales. Arrestado en junio de 2010 en Zagreb, Croacia después de sobrevivir a un intento de asesinato por parte de Miloš Simović. Actualmente cumple condena de 30 años por su participación en el asesinato de Đinđić, y está a la espera de ser juzgado por varios delitos más por parte de la Corte Suprema para el Crimen Organizado en Belgrado. El 7 de febrero de 2010, trató de escapar, junto a Željko Milovanović, de la prisión de la Corte Suprema de Belgrado. |          |
| Dejan Milenković "Bagzi"                        |                    |          | Fue capaz de evitar ser arrestado en las horas posteriores al asesinato de Đinđić. Detenido en julio de 2004 en Salónica, Grecia. Decidió cooperar con las autoridades serbias y logró obtener la condición de testigo protegido a cambio de dar pruebas incriminatorias contra otros miembros del clan Zemun. |          |
| Miloš Simović                                   | 1979 -             |          | Uno de los miembros del clan más jóvenes. Sirvió como mensajero entre Dušan Spasojević, Mile Luković y Milorad Ulemek. Fue capaz de evitar ser arrestado en las horas posteriores al asesinato de Đinđić, pero fue condenado en ausencia a 30 años de prisión por su participación en el asesinato. Detenido el 10 de julio de 2010, mientras trataba de cruzar la frontera entre Serbia y Croacia, después de tratar, sin éxito, de matar a Sretko Kalinić días antes en Zagreb, Croacia. |          |
| Aleksandar Simović                              | 1976 -             |          | Hermano de Miloš Simović. Actualmente cumple condena de 35 años por su participación en el asesinato de Đinđić. |          |
| Ninoslav Konstantinović "Nino"                  | -2003              |          | Fue capaz de evitar ser arrestado en las horas posteriores al asesinato de Đinđić, pero fue condenado en ausencia a 35 años de prisión por su participación en el crimen. Supuestamente asesinado por Miloš Simović. |          |
| Milan Jurišić "Jure"                            |                    |          | Fue capaz de evitar ser arrestado en las horas posteriores al asesinato de Đinđić. Condenado en ausencia a 30 años de prisión por su participación en el crimen. Asesinado en España por Miloš Simović. |          |
| Željko Milovanović                              | 1966 -             |          | Otro exmiembro de las Boinas Rojas. No participó directamente en el asesinato de Đinđić, pero era buscado por las autoridades serbias por una serie de robos a bancos a punta de pistola. Fue detenido varias veces y siempre consiguió escapar de diversas instituciones en Serbia. Fue detenido el 31 de mayo de 2009 en Belgrado por el asesinato del magnate de la prensa croata Ivo Pukanić. El juicio se celebró en Serbia, ya que en ese momento Serbia y Croacia no tenían un acuerdo de extradición bilateral. El 7 de febrero intentó escapar, sin éxito, con Sretko Kalinić de la unidad de la prisión de la Corte Suprema de Belgrado.                                              |          |
| Luka Bojović                                    |                    | Jefe     | Originalmente uno de los miembros menos prominentes del clan. Se hizo cargo de los negocios del clan después de la desaparición de los dirigentes del clan original, a raíz del asesinato de Zoran Djindjic. Según las autoridades serbias, organizó al menos once asesinatos de opositores al clan. Detenido el 9 de febrero de 2012 en Valencia, España. Actualmente espera su extradición a las autoridades serbias. |          |
| Siniša Petrić "Zenica"                          |                    | Sicario  | Un exmiembro de la conocida banda de Marinko Magda. También un exmiembro de la Guardia Voluntaria Serbia. Al parecer, fue expulsado por indisciplina por el propio Željko Ražnatović. A mediados de los años 1990, fue condenado a muerte según la ley penal serbia, en vigor en ese momento, por una serie de asesinatos en el norte de Serbia y el sur de Hungría. Estaba pendiente de la ejecución de su condena en prisión cerca de Istok en Kosovo en 1999, cuando estalló la guerra de Kosovo. Desapareció de la cárcel en circunstancias misteriosas. Detenido el 9 de febrero de 2012 en Valencia, España. Actualmente en espera de su extradición a las autoridades serbias.           |          |